# Réaux sur Trèfle
Réaux sur Trèfle is een gemeente in het Franse departement Charente-Maritime in de regio Nouvelle-Aquitaine. De gemeente maakt deel uit van het arrondissement Jonzac.

## Ontstaan
Réaux sur Trèfle is op 1 januari 2016 ontstaan door de fusie van de gemeenten Moings, Réaux en Saint-Maurice-de-Tavernole.

## Geografie

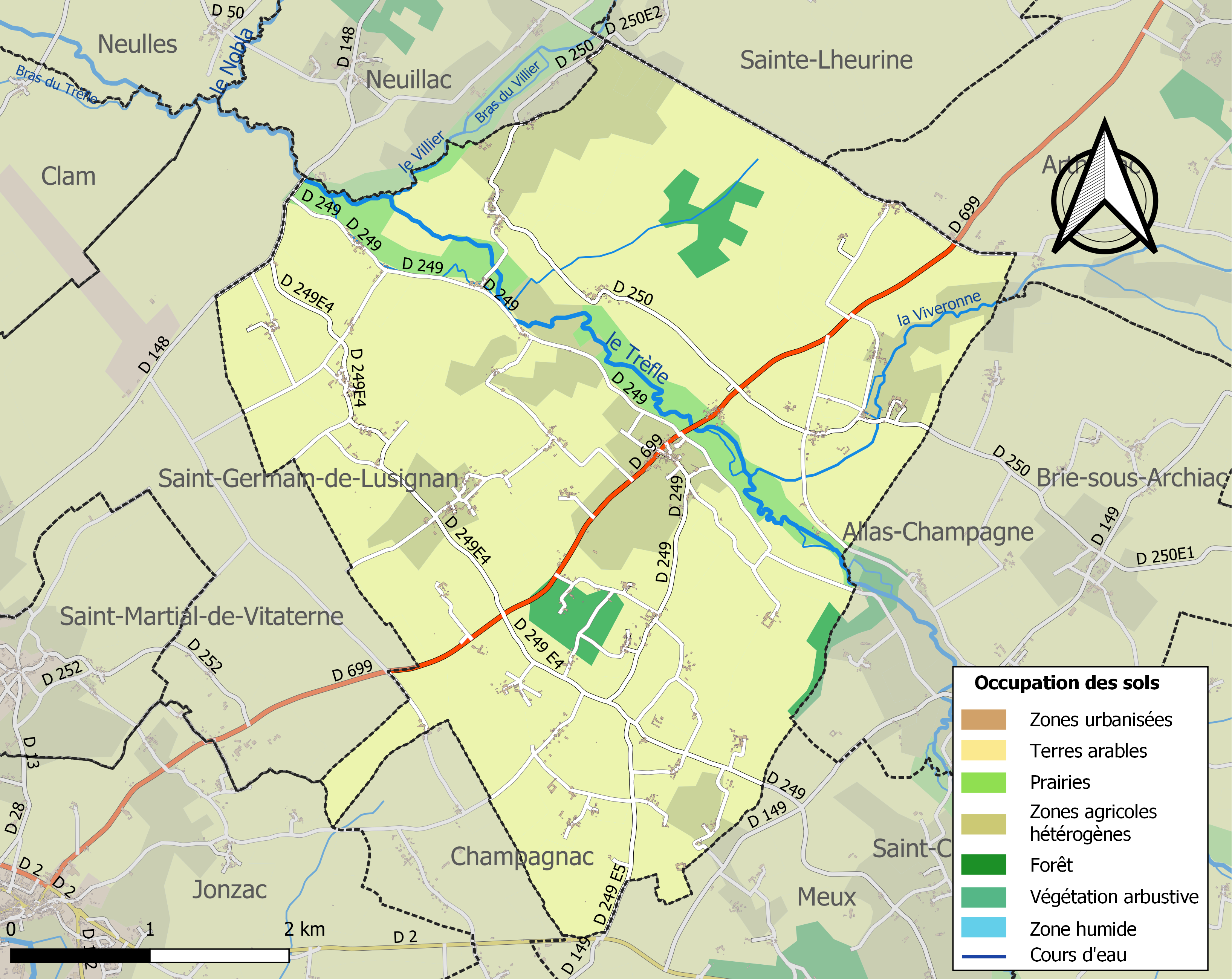
Kaart van de gemeente met grondgebruik en omgeving

## Bezienswaardigheden
De kerken :

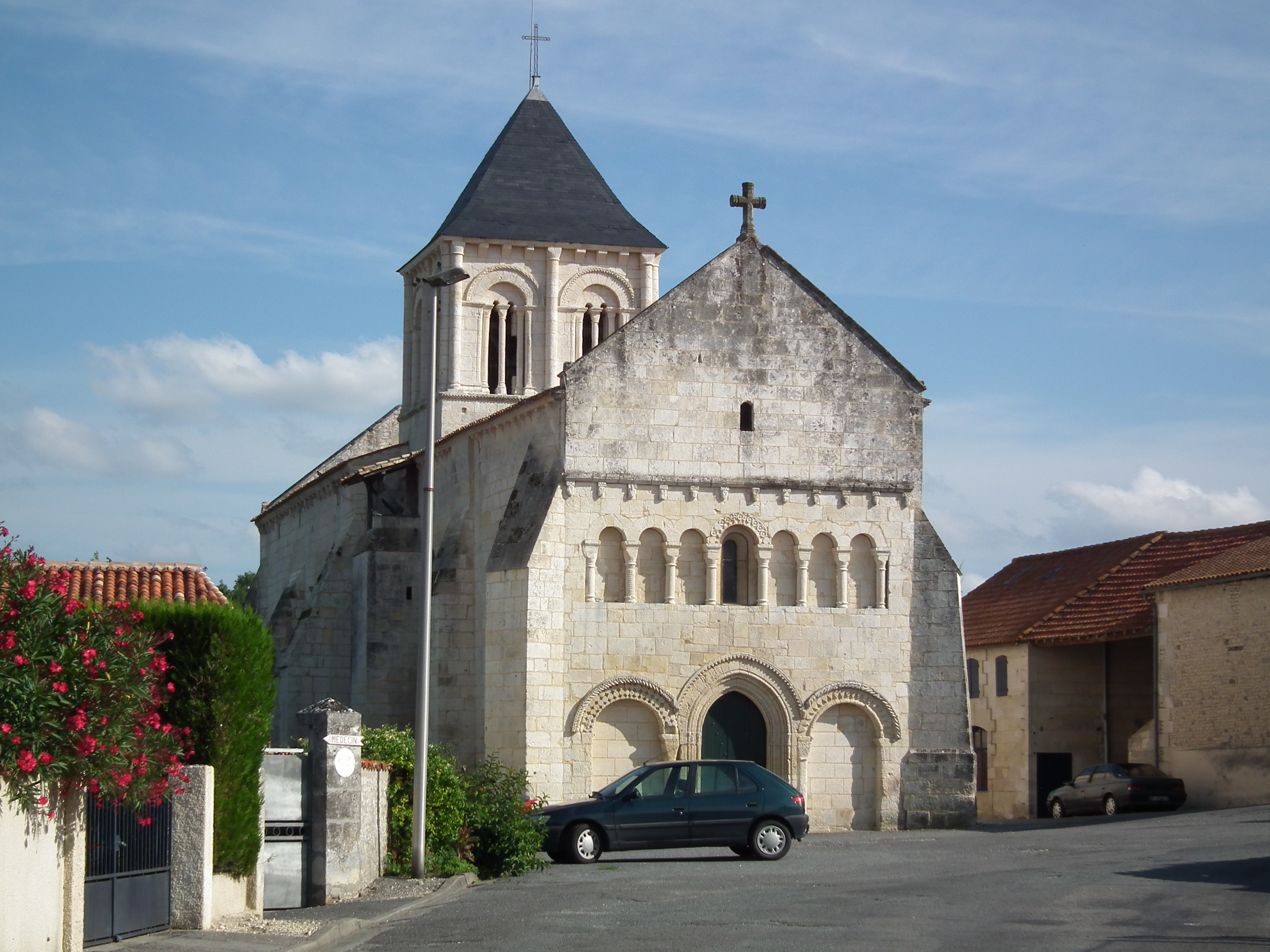
Saint-Vincent in Réaux
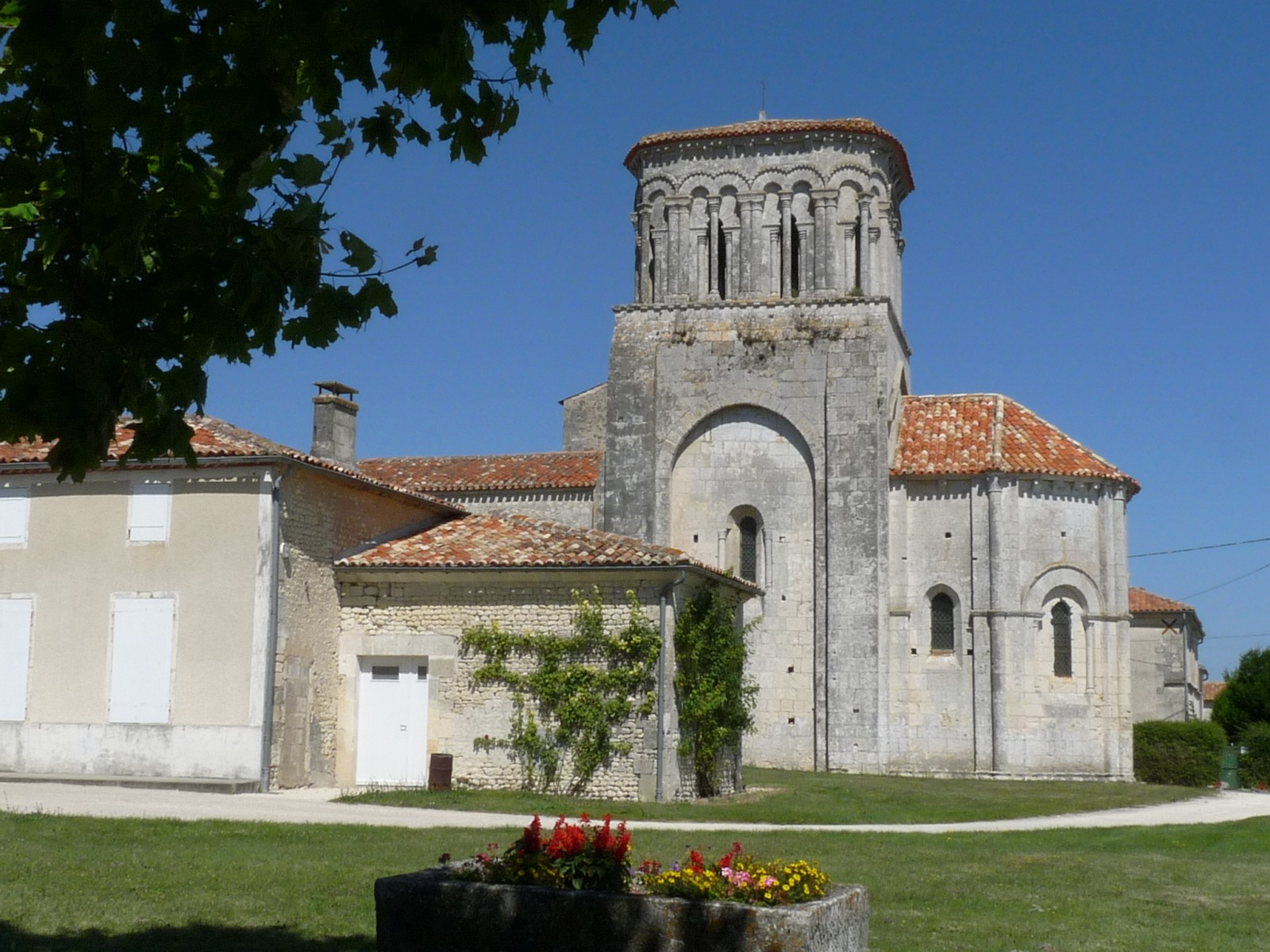
Saint-Martin in Moings
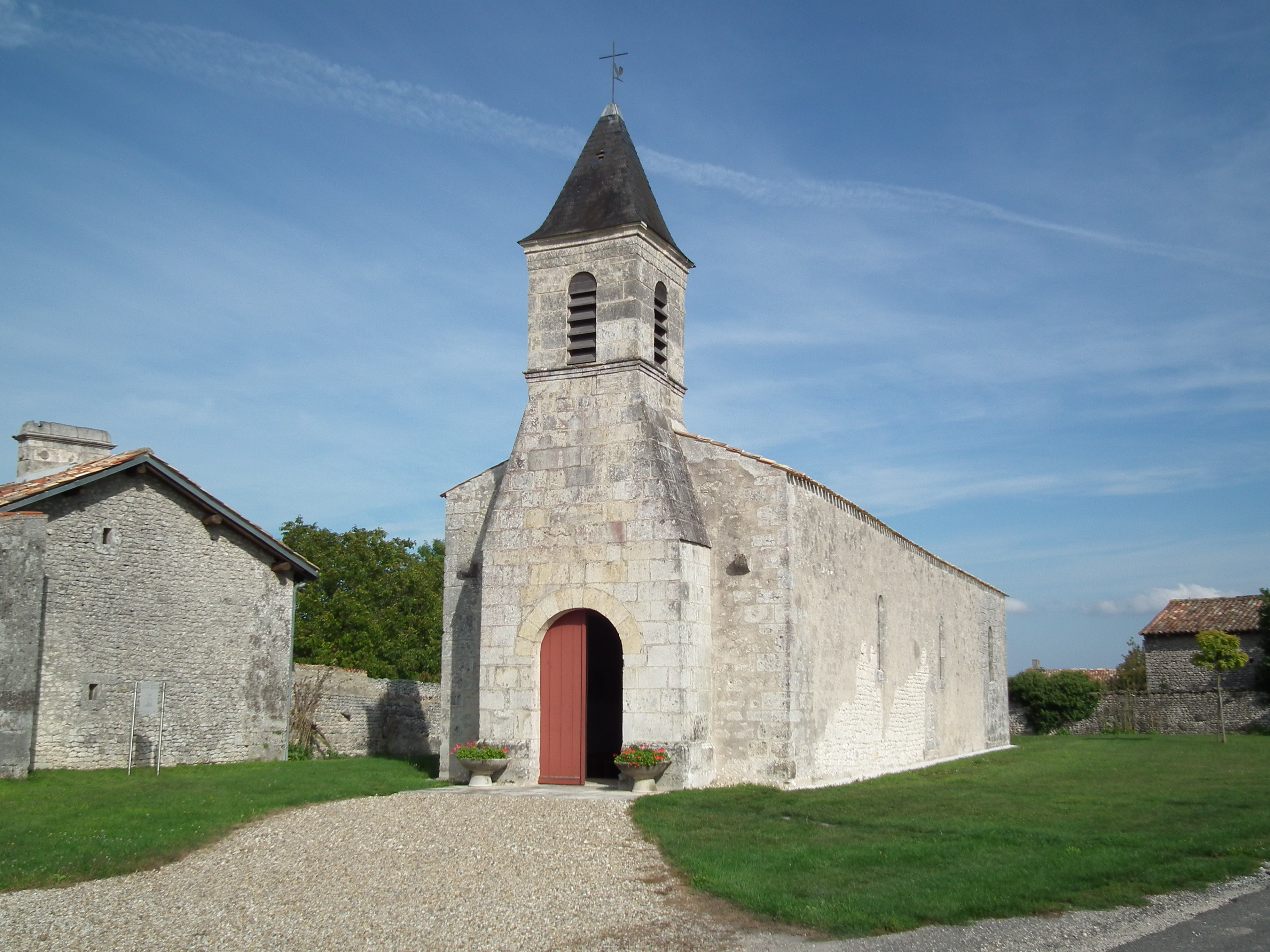
Kerk Saint-Maurice-de-Travermole